# Гвічин
Гвічин (також кучинська мова, тукуд; самоназва — Dinju Zhuh K'yuu) — атабасканська мова сім'ї на-дене, якою розмовляє індіанський народ кучини (самоназва — гвічин), що проживає в Північно-Західних територіях, Юконі (Канада) і Алясці (США).
Гвічин — одна з офіційних мов Північно-Західних територій.

## Поширення
За даними перепису 2011 року, в Канаді носіїв мови гвічин було 370 осіб (22 % етнічної групи); в США, за даними дослідження 2007 року, — 300 осіб.